# Sericotheca
Sericotheca là một chi thực vật có hoa trong họ Hoa hồng.